# Red Dead Redemption 2
Red Dead Redemption 2 är ett actionäventyrsspel med western-tema utvecklat av Rockstar North och Rockstar San Diego. Spelet gavs ut av Rockstar Games till spelkonsolerna Playstation 4 och Xbox One den 26 oktober 2018, samt till Microsoft Windows den 5 november 2019. Det är det tredje spelet i Red Dead Redemption-Serien och uppföljaren till Red Dead Redemption från 2010.

## Spelupplägg
Red Dead Redemption 2 är ett action-äventyrsspel som spelas antingen i ett förstapersons eller tredjepersonsperspektiv i en öppen spelvärld. Spelvärlden innehåller delar av fem fiktiva delstater, dessa är Ambarino, New Hanover, Lemoyne, West Elizabeth och New Austin. Spelvärlden har varierat klimat, det finns bland annat snötäckta berg, torra öknar och stora träsk. Den spelbara karaktären är Arthur Morgan, senare John Marston. Spelet har ett western-tema, och har därför stor fokus på skjutande. En stor arsenal av vapen finns tillgänglig, och de flesta vapnena kan även uppgraderas av spelaren. Transport sköts oftast med häst, men andra alternativ, till exempel tåg finns. Jämfört med det första Redemption har Redemption 2 en ökad fokus på realism; spelaren måste aktivt äta för att hålla sig i form, vapen måste med jämna mellanrum rengöras och spelarens hår och skägg växer och måste aktivt klippas.

## Handling
Red Dead Redemption 2 utspelar sig år 1899 i USA. Spelet följer banditen Arthur Morgan (Roger Clark) som är en del av Van Der Linde-gänget, ledd av den karismatiska Dutch Van Der Linde, där även förra spelets huvudkaraktär John Marston är medlem. Gänget har precis flytt från ett misslyckat rån i staden Blackwater och behöver nu gömma sig från prisjägare och pinkertons. Under det konstanta trycket börjar sprickor bildas i gänget, och Dutch blir allt mer instabil. Samtidigt som gänget faller isär insjuknar Arthur med tuberkulos och bestämmer sig för att använda den lilla tiden han har kvar i livet till att hjälpa John och hans familj lämna gänget.

## Mottagande
Red Dead Redemption 2 fick mycket positiva omdömen från recensenter, med ett genomsnittsbetyg på 97 av 100 på både Playstation 4 och Xbox One enligt samlingsbetygswebbsidan Metacritic. De tre första dagarna sålde spelet för hela 725 miljoner dollar, vilket motsvarade ca 17 miljoner kopior. Spelet är för närvarande på plats 8 av de bäst betygsatta spelen genom tiderna på Metacritic.